# Animal Diversity Web
Animal Diversity Web (ADW) és un grup sense ànim de lucre que allotja una base de dades en línia que recopila informació sobre història natural, classificació, característiques de les espècies, biologia de la conservació i distribució d'espècies d'animals . El lloc web inclou fotografies, clips de so i un museu virtual.
La base de dades relacional local està escrita i mantinguda per personal i estudiants col·laboradors de la Universitat de Michigan. S'hi pot accedir a través del web i d'aplicacions mòbils. Ofereix recursos per a professors d'escola ("instructors de K-12 "), i funciona com un museu virtual que conté principalment mamífers i una col·lecció de cranis que es poden manipular virtualment.